# Rein den Boer
Renirus Adrianus Joseph (Rein) den Boer (Zierikzee, 1 mei 1908 – Terneuzen, 19 september 2000) was een Nederlands politicus van de Roomsch-Katholieke Staatspartij (RKSP) en later de KVP.
Hij werd geboren als zoon van Adrianus den Boer (1870-1950; winkelier) en Petronella Johanna Jongmans (1876-1949). Na het gymnasium was hij vanaf 1930 zeventien jaar werkzaam bij de gemeentesecretarie van Zierikzee waar hij het bracht tot commies. In 1939 kwam hij voor de RKSP in de Provinciale Staten van Zeeland en vanaf 1942 was hij tevens de gemeentesecretaris van Ouwerkerk. In november 1947 werd Den Boer benoemd tot burgemeester van Sas van Gent. Van 1968 tot 1970 was hij tevens waarnemend burgemeester van IJzendijke. Begin 1971 kreeg hij een hartinfarct en in oktober 1972 ging hij vanwege gezondheidsproblemen vervroegd met pensioen. In 2000 overleed Den Boer op 92-jarige leeftijd.